# STS-68
是历史上第六十四次航天飞机任务，也是奮進號太空梭的第七次太空飞行。

## 任务成员
- 迈克尔·贝克（Michael A. Baker，曾执行、以及任务），指令长
- 泰伦斯·威尔卡特（Terrence W. Wilcutt，曾执行、以及任务），飞行员
- 托马斯·琼斯（Thomas D. Jones，曾执行、以及任务），有效载荷指令长
- 斯蒂文·史密斯（Steven Smith，曾执行、以及任务），任务专家
- 丹尼尔·博斯奇（Daniel W. Bursch，曾执行、以及任务），任务专家
- 彼得·维索夫（Peter J. Wisoff，曾执行、以及任务），任务专家